# アビマニユ
アビマニユ（梵: अभिमन्यु、IAST：Abhimanyu）はインドの叙事詩『マハーバーラタ』の登場人物。主人公の1人であるアルジュナとスバドラーの息子。クルクシェートラの戦いにおいて大いに活躍した。アビマニユはソーマ神の息子ヴァルチャの化身とされている
アビマニユの意味は「恐れることなく（アビー）怒りを抱く（マニユ）」である。彼の勇気や力、美しい顔と身体はクリシュナに匹敵するほどであった。アビマニユは後にマツヤ国ヴィラータ王の娘ウッタラーと結婚し、パリークシットをもうけた。

## 原典
パーンダヴァのアルジュナとスバドラーとの間に生まれた子である。月神チャンドラの息子の生まれ変わりであるがチャンドラは自分の息子を地球に転生させるように頼まれたときにそれ以上は引き離されることに耐えられなかったので、息子は16年間しか地上に留まらないという協定を結んだという。異母兄弟でイラーヴァット（母:ウルーピー）、シュルタキールティ（母:ドラウパディー）、バブルヴァーハナ（母:チトラーンガダー）がいる。クルクシェートラの戦いでは勇猛果敢に戦ったが、戦争十三日目、カウラヴァ総司令ドローナの蓮華の陣(パドマヴューハ)を破るため浸透したが、援軍が敵軍に妨害を受けたため敵陣の中で孤立し、奮戦するも敵に囲まれ戦死。アビマニュには妻ウッタラーとの間に息子パリークシットがおり、アビマニユの死後の息子パリークシットはただ一人生き残ったクル一族の君主を運命づけられていた。アビマニュはパンダヴァのすべての息子の中で最も愛されていたので、ドラウパディーは自分の息子よりも彼を愛していると言われていた。彼女はかつてパーンダヴァが戦争をする気がないなら、アビマニュに率いられた息子が攻撃し、正義を得ると言ったという。マツヤ国での戦争後、ヴィラータ王はウッタラ王女をアルジュナを結婚させようとしたが、アルジュナはウッタラにダンスを教えていて教師は学生を子供として扱うことができたが、配偶者として扱うことは出来ないとして、アルジュナはウッタラ王女を息子のアビマニュと結婚させることでウッタラを義理の娘として受け入れることをヴィラータ王へ勧めた。アビマニュの偉大さはその時までに地球全体に広がっていたので、ヴィラータ王は喜んでアルジュナの提案に同意したという    。

## 語源と綴り
- アルジュナプトラ（अर्जुनपुत्र）- アルジュナの後継者。 Abhimanyuは世界で最も偉大な射手の一人でした。
- Subhadranandan（सुभद्रनंदन）- Subhadraの息子。
- Soubhadri（सौभद्रि） -の息子Subhadra 。
- チャンドラプトラ（चंद्रपुत्र）-月の神チャンドラの息子。
- クリシュナシシャ（कृष्णशिष्य）-主クリシュナの弟子。
- Raudra dhari（रौद्रधारी）-叔父のクリシュナから与えられたRaudraという名の強力な弓を持っている人。 [5]

## カバディの由来
『マハーバーラタ』ではアビマニュが戦死する際、ドローナ・クリパ・カルナ・アシュヴァッターマン・ブリハドバラ・クリタヴァルマン・ドゥフシャーサナの息子の七名に囲まれて倒されたと記述があり、カバディはそれに基づいて、一人のレイダー（攻撃手）と七人のアンティ（守備側）でプレーするルールとなっている。 

## クルクシェトラ戦争

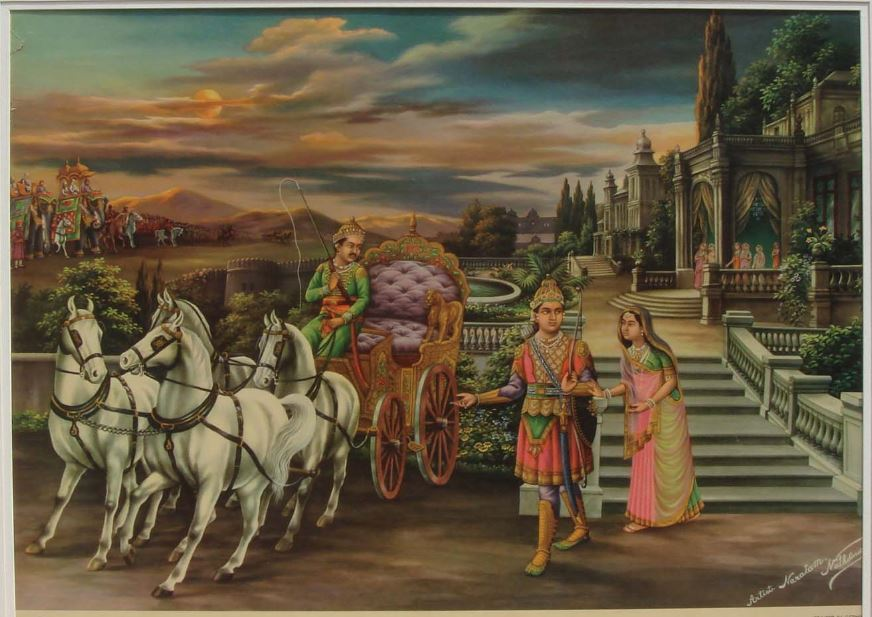
ウトラ・アビマヌエ

## 十三日目

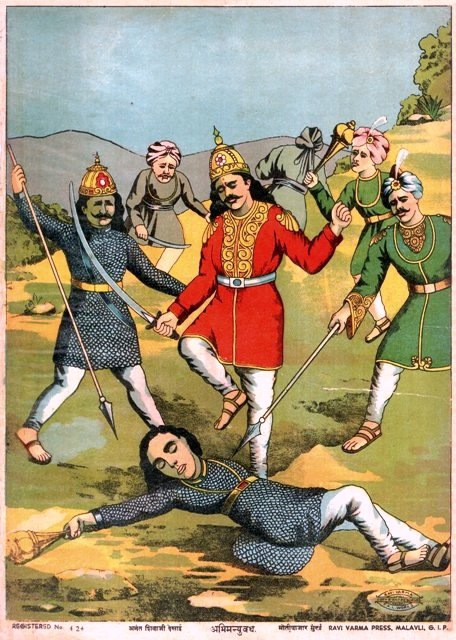
アブヒマニュ死